# Miguel Nicolás Ambrós
Miguel Nicolás Ambrós (Escatrón, siglo XVII, - ?) fue un albéitar (veterinario) español que ejerció en la ciudad de Zaragoza en el siglo XVII. 
Formado en buena parte de forma autodidáctica y dotado de una gran inquietud intelectual, publicó en 1686 una Breve paráfrasis de albeitería, donde recoge el saber veterinario práctico de la profesión junto a cuestiones teóricas como desarrollo personal. Del libro se suele recordar su estudio de la orina en los caballos.
Sin embargo, es la perspectiva teórica, inusual en el ramo, el motivo de que sea recogido en libros sobre la historia de la veterinaria en España. El libro está enfocado como diálogo a la manera de los discursos educativos de la época, lo que le restó popularidad en la época entre los albéitares. A la postre, fue el desarrollo de un corpus académico o la falta del mismo definió la sustitución de la albéiteria por la más moderna veterinaria.